# JOPU Morning Friday
JOPU Morning Friday（ジェーオーピーユー・モーニング・フライデー）はエフエム秋田で2011年4月1日から2013年3月29日までの2年間放送されていたラジオ番組である。放送時間は金曜日の7:30 - 8:55であり、そのうち7:50 - 8:20は別番組を挟む形で放送されていた。パーソナリティは工藤敦。

## 番組概要
2011年3月まで長らく放送されていた朝の情報番組JOPUモーニング秋田のリニューアル番組であり、放送日は従来の月曜から金曜の放送から週1回の金曜日のみに縮小した上で放送時間は8時台まで拡大となった。一部コーナーはJOPUモーニング秋田から引き継いでいる。
従来のJOPUモーニング秋田のようにニュース・天気予報などの最新情報を伝えるほか、新たにコーナー間で楽曲を流すようになった。
番組が終了した後の2013年4月よりOH! HAPPY MORNING金曜日の放送時間が9時開始から7時半開始に繰り上がることになった（月曜から木曜は2011年4月より7時半開始だった）。

## タイムテーブル
記載の編成・コーナーは2013年3月の番組終了時点のもの。
- 7:30　オープニング
- 7:35　AFMニュース（奇数月は「AFM読売新聞ニュース」、偶数月は「AFM朝日新聞ニュース」）
- 7:40　ウェザー＆ミュージック
- 7:50 - 8:20は別番組を放送。
  - 7:50　Check!it（音楽とインフォメーションの番組）
  - 7:55　ヘッドラインニュース（OH! HAPPY MORNING）
  - 8:00　SUZUKI Breakfast News（TOKYO FM・中西哲生のクロノスの1コーナー）
  - 8:09　第一生命　武井咲「今日の一句」（TOKYO FM・中西哲生のクロノスの1コーナー）
  - 8:10　Honda Smile Mission（TOKYO FM・中西哲生のクロノスの1コーナー）
- 8:20　8時台オープニング・トピックス
- 8:30　道路交通情報
- 8:45　ウィークエンドインフォ　週末情報
- 8:50　エンディング

12月中旬から3月中旬にかけての冬期間、秋田県内にあるスキー場のゲレンデの積雪状況、イベント・サービス情報を伝える『ゲレンデインフォメーション』を放送していた。放送時間は8:37頃。月曜から木曜は夕方のEvening StREAM内で放送、2013年度からは金曜日も同番組内で放送されている。